# Afrixalus dorsimaculatus
Afrixalus dorsimaculatus är en groddjursart som först beskrevs av Ahl 1930.  Afrixalus dorsimaculatus ingår i släktet Afrixalus och familjen gräsgrodor. IUCN kategoriserar arten globalt som sårbar. Inga underarter finns listade i Catalogue of Life.